# Обсада на Мантуа
По време на Обсадата на Мантуа, която продължава от 4 юли 1796 до 2 февруари 1797 с малко прекъсване, френските сили под командването на Наполеон I обсаждат и блокират голям австрийски гарнизон в град Мантуа за период от няколко месеца до капитулацията му. Последвалата капитулация заедно с тежките загуби претърпени по време на четирите неуспешни опита за освобождаване на блокадата водят до молба за мир от австрийска страна през 1797. Обсадата е част от Войната на Първата коалиция, която е част от френските революционни войни. Мантуа e италиански град в област Ломбардия, намиращ се в близост до река Минчо.